# Épineuil-le-Fleuriel
Epineuil-le-Fleuriel is een agrarische gemeente in Frankrijk, in het uiterste zuiden van het departement Cher. Het plaatsje telt zo'n 423 inwoners en is 4160 hectare groot.
De voornaamste toeristische attractie is een museum dat gewijd is aan de bekende schrijver Alain-Fournier (1886-1914) die hier naar school ging. Zijn roman 'Le grand Meaulnes' (1913) is op deze periode geïnspireerd.
Verder tref men er resten aan van een middeleeuwse versterking en een fraai dorpskerkje (Saint-Martin) dat dateert uit de 12e eeuw.

## Demografie
Onderstaande figuur toont het verloop van het inwonertal (bron: INSEE-tellingen).

1. ↑  Populations de référence 2022.